# Schmidrüti
Schmidrüti ist ein Weiler der Gemeinde Turbenthal in der Schweiz.

## Lage
Der Weiler liegt auf einer Höhe von 810 m ü. M. auf Zürcher Boden, direkt an der Grenze zum Kanton Thurgau. Schmidrüti liegt im Tösstal im Bezirk Winterthur und ist umgeben von der Gemeinde Turbenthal.

## Allgemeines
In Schmidrüti leben rund 90 Personen, wobei im eigentlichen Dorfkern nur rund 36 Einwohner zu Hause sind.

## Lenkwaffenstützpunkt

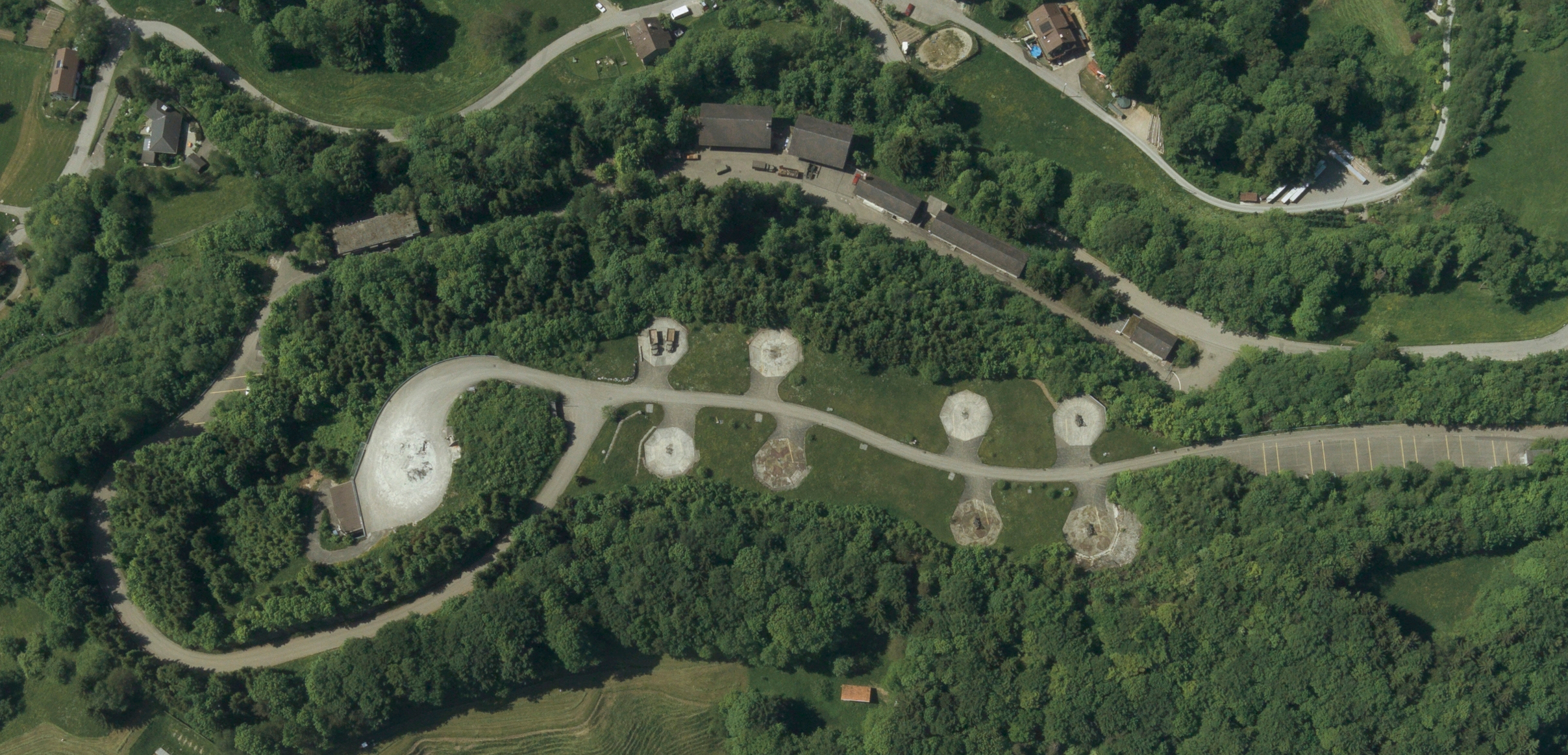
Luftaufnahme der Lenkwaffenstellung, Mai 1999

Schmidrüti war ab 1968 eine von sechs Stellungen der Schweizer Luftwaffe, die mit dem Fliegerabwehr-Lenkwaffensystem BL-64 ausgerüstet waren. Auf einer Fläche von 8,5 Hektaren waren 1 Feuerleitradar, 8 Lenkwaffenstarter und 16 Lenkwaffen stationiert. Die bis 1999 als geheim klassifizierte Anlage wurde noch vor der Jahrtausendwende aufgelöst und der Standort wird heute von der Schweizer Armee für die Sanitätsausbildung gebraucht. Eine von weitem sichtbare, mit Google Earth erkennbare Radaranlage ist im westlichen Teil der Anlage weiterhin vorhanden. 
Wenig begeistert von der Lenkwaffenstellung war der Schauspieler und Kabarettist Schaggi Streuli, der während deren Bauzeit von Schmidrüti wegzog.

## Trivia
Der von Eduard Albert Meier gegründete "Ufologen"-Verein FIGU erwartet bei Schmidrüti Besuch von den Plejaren.